# Oligodon octolineatus
Oligodon octolineatus är en ormart som beskrevs av Schneider 1801. Oligodon octolineatus ingår i släktet Oligodon och familjen snokar. Inga underarter finns listade i Catalogue of Life.
Denna orm förekommer på södra Malackahalvön, Sumatra, Borneo, Java och på flera mindre öar i regionen. Arten lever i låglandet och i bergstrakter upp till 1000 meter över havet. Individerna vistas i fuktiga skogar och i angränsande fuktiga landskap. Honor lägger ägg.
För beståndet är inga hot kända. I utbredningsområdet ingår flera skyddszoner. IUCN kategoriserar arten globalt som livskraftig.